# The Time of Our Lives (minialbum)
The Time of Our Lives – pierwsza minipłyta (EP) Miley Cyrus wydana 31 sierpnia 2009 roku przez Hollywood Records. Nad płytą Miley pracowała z producentami i autorami m.in. z Dr. Luke i Johnem Shanksem, który jest odpowiedzialny za sukces „The Climb”. Płyta zawiera elementy z rocka i jest muzyczną transformacją Miley w porównaniu z poprzednimi albumami. Utwory są inspirowane przez miłość i osobiste walki piosenkarki. Na płycie znalazł się utwór nagrany i współtworzony przez Miley z Jonas Brothers „Before the Storm”. Piosenka pochodzi z albumu Lines, Vines And Trying Times i jest nagrana w wersji koncertowej.
The Time of Our Lives otrzymał pozytywne recenzje krytyków oraz wspiął się na 2. pozycję Billboard 200, stając się czwartym albumem Miley, który osiągnął miejsce w pierwszej dziesiątce w Ameryce.
Pierwszy singiel z płyty „Party in the U.S.A.” stał się największym osiągnięciem Cyrus z wytwórnią Hollywood na Billboard Hot 100, zajął drugą pozycję w Ameryce oraz miejsce w pierwszej dziesiątce w innych krajach. Drugi i zarazem ostatni singiel „When I Look at You” został wydany w celu promocji filmu Ostatnia piosenka w 2010 roku. Piosenka okazała się sukcesem w Stanach, uplasowując się na pozycji szesnastej. Album był promowany w wielu miejscach na żywo, zwłaszcza na pierwszej solowej trasie Wonder World Tour oraz kontrowersyjnym występie na Teen Choice Awards w 2009 roku. EP osiągnął status platynowej płyty ze sprzedażą 1.3 miliona kopii w USA

## Tło

### Tworzenie i rozwój
Po trzech projektach związanych z Hannah Montaną: Hannah Montana: Hits Remixed, Hannah Montana: The Movie i Hannah Montana 3, Cyrus wydała pierwszy, oficjalny minialbum. Przedtem ukazał się iTunes: Live from London na brytyjskim iTunes Store. The Time of Our Lives jest trzecim albumem Cyrus nie powiązanym z Montaną.
Miley nagrała balladę „Before the Storm” wspólnie z Jonas Brothers na ich czwarty album studyjny Lines, Vines and Trying Times. Wersja live trafiła na album Miley. Piosenka napisana przez Nicka i Cyrus miała pierwotnie trafić na A Little Bit Longer, jednak tak się nie stało. Najmłodszy z Jonasów zaprosił Miley do udziału w piosence. W wywiadzie dla magazynu Twist Nick Jonas powiedział, że ostatecznie piosenka okazała się „być świetną”, kiedy w połączeniu z fortepianem słowa pokazują „więcej niż historia” dzięki „udziałowi [naszych] stron”.
Nowi producenci to Dr. Luke i Claude Kelly, którzy pracowali z piosenkarką nad pierwszym singlem i tytułową piosenką. Do pracy z Cyrus powrócił zwycięzca Grammy John Shanks, który w 2009 roku wyprodukował przebój Miley „The Climb”. 1 sierpnia 2009 roku pracował z Cyrus w 3180 Media Group Studios w Savannah nad „When I Look at You”. Piosenka została wykorzystana w filmie Ostatnia piosenka. Sześć piosenek z albumu zostało nagranych oryginalnie, natomiast siódmy i otwierający album „Kicking and Screaminyg” jest coverem Ashlee Simpson z I Am Me. Kesha i jej matka Pebe Sebert napisały tytułowy utwór.

### Struktura muzyczna
The Time of Our Live jest gatunkowo pop-rockowy z domieszką innych stylów. „Kicking and Screaming”, „Party in the U.S.A.”, „The Time of Our Lives” i „Talk Is Cheap” są szybkie lub w połowie szybkie. Ballady na albumie to „When I Look at You”, „Obsessed” i „Before the Storm”. „Party in the U.S.A.” zawiera elementy synthpopu, hip-hopu, dance-popu wpływy reggae, w połączeniu z countrypopem i twangiem. „Kicking and Screaming”, „Talk Is Cheap” i „The Time of Our Lives” są w większości pop-rockowe w połączeniu z synthrockiem, wielkim-beatem disco-garażowym i power popem. W wywiadzie dla The Today Show Miley szczegółowo omówiła koncepcje The Time of Our Lives mówiąc, że rockowe kierunki zostały już umieszczone na płycie. Następnie dodała, że che „zrobić sobie przerwę” w celu uzyskania „wzoru”, do zrobienia „czegoś nowego”.
„Jest to przejściowy album... Wszystko jest jak krok. I to było naprawdę wprowadzenie ludzi do tego, jak chcę aby mój następny album brzmiał, a z czasem będę mogła robić trochę więcej, a czas jest po prosty wszystkim. Więc to jest nasz sposób pracy, aby robić muzykę, którą naprawdę kocham. – Miley na The Time of Our Lives
Lirycznie EP czerpie inspiracje o miłości i życiu osobistym Miley. „Kicking and Screaming” opowiada o ciąłych problemach. „Party in the U.S.A.” składa się z „autobiograficznego” tekstu, który koncentruje się wokół przeniesienia się z Nashville, w Tennessee do Los Angeles, w Kalifornii. Miley opisała utwór jako „cało-amerykańską piosenkę”. Piosenka odnosi się do Jaya-Z i Britney Spears, którzy są wymieniani w piosence. Miley potwierdziła, że czasem korzysta z fragmentów piosenek Spears. Tytułowy utwór opowiada o tym, by nie martwić się o przyszłość, by po prostu skoncentrować się na obecnych sprawach i spędzać miło czas. „Obsessed” jest o miłości, która powoli zamienia się w obsesję. „Before the Storm” jest o rozpadzie związku Miley z Nickiem, który jest także współautorem.

## Partnerzy
W Stanach Zjednoczonych The Time of Our Lives został wydany wyłącznie za pośrednictwem amerykańskiej firmy handlu detalicznego Wal-Mart i na Walmart.com. Premierę pierwotnie planowano na 31 sierpnia, ale z powodu zamieszania w różnych sklepach album został wydany trzy dni wcześniej niż zamierzano. Na portalu Twitter Cyrus opisała to wydarzenie jako „nieprzyjemne” i podziękowała wszystkim, którzy kupili EP.
Miley użyła płyty do promocji linii odzieży, która rozpoczęła się w sierpniu i jest wyłącznie sprzedawana w sklepach Wal-Mart i na jego stronie internetowej. Cyrus powiedziała, że The Time of Our Lives był inspiracją do zaprojektowania rzeczy. Zarówno album, jak i kolekcja ubrań odzwierciedlają „rockowy” i rodowy styl. Linia odzieży była użyta podczas trasy Wonder World Tour.

## Recepcja

### Krytyka
EP otrzymało ogólnie pozytywne recenzje. Bill Lamb z About.com chwalił piosenki „Kicking and Screaming”, „Party in the U.S.A.” i „The Time of Our Lives” za swoją energię i optymistyczne słowa, choć opisał ballady jako „zbyt wyrzucone w dal”. Zauważył także, że „prawdziwym kluczem do zatrzymania talentu Miley Cyrus i jej odrębności jest wyraźność jej głosu. Heather Phares z AllMusic stwierdziła, że The Time of Our Lives jest kolejnym pewnym krokiem w jej karierze. Pochwaliła „Kicking and Screaming”, „Talk Is Cheap” i „Obsessed” za bardziej dojrzałe oraz portret wokalistki, który oceniła jako rockowy z balladami divy. Mikael Wood z Entertainment Weekly porównał „Obsessed” do Les Misérables i dodał, że „czeka ją nieuchroniona zmiana stylu na death metal”.

## Sukces komercyjny
W tygodniu kończącym się 12 września 2009 roku album zadebiutował na trzeciej pozycji Billboard 200 ze sprzedażą 62.000 kopii. W związku z tym osiem albumów Miley, włącznie z Hannah Montaną, osiągeło top10 w Ameryce. Tydzień później sprzedaż albumu wynosiła 153.000 egzemplarzy, czyli wzrosła o 154%, dając drugie miejsce w USA. Następny tydzień przyniósł 120.000 kopii i pozostawił EP na tej samej pozycji. W tygodniu kończącym się 3 października 2009 roku album spadł o trzy pozycje w dół z 38% spadkiem kupna, wynoszącym 75.000 kopii. 2 grudnia 2009 roku album wzbił się z pozycji dwudziestej dziewiątej na siódmą z 150.000 kupionych płyt.

## Single
- „Party in the U.S.A.” zostało wydane jako pierwszy singiel z płyty na całym świecie 11 sierpnia 2009 roku, poprzez dystrybucję cyforwą[43][44]. Utwór otrzymał pozytywne recenzję, za zmiksowanie popu z country, z beatem z R&B, jego tekst i refleksyjną zmianę tempa. Osiągnął pozycję w pierwszej dziesiątce w Australii, Kanadzie i USA[45][46]. Singiel osiągnął najwyższy międzynarodowy szczyt na Billboard Hot 100, uplasowując się na pozycji drugiej w Ameryce oraz pozcyję pierwszą na Hot Digital Songs przez sześć tygodni[47]. Ponadto piosenka stała się najwyższym debiutem Miley, od początku kariery w 2005 roku[48][49] oraz najszybiej sprzedającym się singlem wytwórni Hollywood Records[48].

- „When I Look at You” wydano jako drugi singiel z EP oraz pierwszy z filmu Miley Ostatnia piosenka[50]. Teledysk w reżyserii Adama Shankmana wydano w październiku 2009 roku[51]. Jednakże wyciekł do sieci już 11 września 2009 roku[52][53]. Przedstawia Miley z naturą w tle, na plaży oraz z Liamem Hemsworthem i fortepianem[52][53]. Piosenka weszła na listę Billboard Hot 100 z miejsca osiemdziesiątego ósmego, ze sprzedażą 36.000 kopii oraz pojawiła się na miejscuy sto osiemdziesiątym trzecim na UK Singles Chart 15 listopada 2009 roku[54]. Ostatecznie kompozycja zadebiutowała na pozycji szesnastej w Ameryce[55] i siedemdziesiątej dziewiątej w Wielkiej Brytanii. Singiel oficjalnie został wydany w radiu 16 lutego 2010 roku, a teledysk poprzez kanał ABC Family 21 lutego 2010 roku[56].

## Lista utworów

### Standard
Wersję tę wydano na arenie międzynarodowej dla wybranych krajów.
| Nr. | Tytuł                                            | Autor                                           | Czas |
| --- | ------------------------------------------------ | ----------------------------------------------- | ---- |
| 1.  | "Kicking and Screaming"                          | John Shanks, Kara DioGuardi, Ashlee Simpson     | 2:58 |
| 2.  | "Party in the U.S.A."                            | Lukasz Gottwald, Claude Kelly, Jessica Cornish  | 3:22 |
| 3.  | "When I Look at You"                             | Shanks, Hillary Lindsey                         | 4:08 |
| 4.  | "The Time of Our Lives"                          | Gottwald, Kelly, Kesha Sebert, Pebe Sebert      | 3:32 |
| 5.  | "Talk Is Cheap"                                  | Shanks, Amy Lindop                              | 3:40 |
| 6.  | "Obsessed"                                       | Roger Lavoie                                    | 4:03 |
| 7.  | "Before the Storm (Live) (feat. Jonas Brothers)" | Nick Jonas, Joe Jonas, Kevin Jonas, Miley Cyrus | 4:35 |

International Edition CD
| Nr. | Tytuł                         | Autor                     | Czas |
| --- | ----------------------------- | ------------------------- | ---- |
| 8.  | "The Climb (utwór dodatkowy)" | Jessi Alexander, Jon Mabe | 3:56 |

DVD
| Nr. | Tytuł                               | Reżyser         | Czas |
| --- | ----------------------------------- | --------------- | ---- |
| 1.  | "Party in the U.S.A." (music video) | Chris Applebaum | 3:21 |
| 2.  | "The Climb" (music video)           | Matthew Rolston | 3:49 |